# Divisione Nazionale 1930-1931
La Divisione Nazionale 1930-31 (anche detta Torneo Federale 1930-31) fu il 3º campionato nazionale italiano di rugby a 15 di prima divisione.
Si tenne dal 14 dicembre 1930 al 29 marzo 1931 tra 13 squadre secondo il meccanismo dell'eliminazione diretta a partire dai turni di quarti di finale; per far ciò, si procedette dapprima a un turno preliminare che riguardò 12 squadre (il G.S. Mussolini di Milano fu esentato e iscritto d'ufficio ai quarti di finale) al fine di qualificarne complessivamente 7; nei quarti la neonata Rugby Roma fu a sua volta esonerata dall'accoppiamento e fu ammessa direttamente in semifinale.
Stante il commissariamento della Federazione Italiana Rugby avvenuto un anno prima per via di una diatriba politica, fu organizzato da un direttorio appositamente costituito in seno alla Federazione Italiana Giuoco Calcio, che ebbe la gestione del torneo in oggetto e di quello seguente fino alla ricostituzione della F.I.R.
La finale fu disputata tra la Rugby Roma e l'Amatori Milano, la quale si impose per la terza volta consecutiva nel massimo campionato.

## Squadre partecipanti
- 53ª Legione Padova
- Amatori Milano
- Andrea Doria (Genova)
- Bologna

- G.S. FIAT (Torino)
- G.S. Michelin (Torino)
- G.S. Mussolini (Milano)
- GUF Genova
- GUF Napoli

- GUF Padova
- GUF Torino
- Piemonte Sabaudo
- Rugby Roma

## Turno preliminare
|       | Risultati                     |     |
| ----- | ----------------------------- | --- |
| 3-33  | G.S. FIAT - G.S. Michelin     | 0-9 |
| 0-0   | Piemonte Sabaudo - GUF Genova | 3-5 |
| 15-0  | Rugby Roma - GUF Napoli       | 6-0 |
| 14-0  | Amatori Milano - GUF Padova   | 9-0 |
| 0-3   | Andrea Doria - GUF Torino     | 3-3 |
| 14-20 | 53ª Legione - Bologna         | 6-3 |

## Fase a eliminazione diretta
|  | Quarti di finale | Quarti di finale | Quarti di finale | Quarti di finale | Quarti di finale |  |  | Semifinali     | Semifinali     | Semifinali | Semifinali | Semifinali |   |   | Finale         | Finale         | Finale | Finale | Finale |  |
|  |                  |                  |                  |                  |                  |  |  |                |                |            |            |            |   |   |                |                |        |        |        |  |
|  | Amatori Milano   | Amatori Milano   | 6                | 6                | 12               |  |  |                |                |            |            |            |   |   |                |                |        |        |        |  |
|  | GUF Torino       | GUF Torino       | 0                | 0                | 0                |  |  | Amatori Milano | Amatori Milano | 16         | 15         | 31         |   |   |                |                |        |        |        |  |
|  | G.S. Michelin    | G.S. Michelin    | 27               | 8                | 35               |  |  | G.S. Michelin  | G.S. Michelin  | 0          | 0          | 0          |   |   |                |                |        |        |        |  |
|  | GUF Genova       | GUF Genova       | 0                | 0                | 0                |  |  |                |                |            |            |            |   |   | Amatori Milano | Amatori Milano | 3      | 15     | 18     |  |
|  | G.S. Mussolini   | G.S. Mussolini   | 20               | 11               | 31               |  |  |                |                | Rugby Roma | Rugby Roma | 0          | 8 | 8 |                |                |        |        |        |  |
|  | Bologna          | Bologna          | 11               | 0                | 11               |  |  | G.S. Mussolini | G.S. Mussolini | 5          | 3          | 8          |   |   |                |                |        |        |        |  |
|  |                  |                  |                  |                  |                  |  |  | Rugby Roma     | Rugby Roma     | 8          | 4          | 12         |   |   |                |                |        |        |        |  |

### Finale
| Arbitro: | Laporte |

|  |    |            |
|  | mt | 76’ Allevi |

| Arbitro: | Capo (Torino) |

|                                           |      |               |
| Gattoni 20’ Peregrini 64’ Tagliabue 80+1’ | mt   | 52’ Nathan    |
| Cesani 20’, 64’, 80+1’                    | tr   | 52’ Nathan    |
|                                           | c.p. | 76’ Vinci III |

## Verdetti
- Amatori Milano: campione d'Italia.